# Николетина Бурсаћ (филм)
„Николетина Бурсаћ партизански делија, митраљезац голубињег срца“ је југословенски партизански филм из 1964. године. Направљен је по Ћопићевој приповјеци „Доживљаји Николетине Бурсаћа“ (1955) у режији Бранка Бауера. Сценарио су написали Богдан Јовановић, Бранко Бауер и Крешимир Голик. Главне улоге тумаче Драгомир Пајић у лику Николетине Бурсаћа и Милан Срдоч у лику Јовице Јежа. Ово је једини филм у коме се главни глумац Драгомир Пајић појављује.

## Радња
Никола Бурсаћ је 1941. мобилисан у Војску Краљевине Југославије. Након капитулације се враћа у родно село у Подгрмечје. Када је први пут запуцало у његовом крају, заједно са осталим сељацима брани своје село. Ускоро у село долазе комунисти који позивају сељаке да се умјесто одбране села организују у партизански одред. Један дио села одлази у партизане а Никола и Јовица остају да бране село. Убрзо се и они прикључују партизанима, а Николетина због изразите храбрости постаје командир Омладинске чете.

## Улоге
| Глумац             | Улога                 |
| ------------------ | --------------------- |
| Главне улоге       |                       |
| Драгомир Пајић     | Николетина Бурсаћ     |
| Милан Срдоч        | Јовица Јеж            |
| Остале улоге       |                       |
| Милутин Мирковић   |                       |
| Олга Вујадиновић   | болничарка Бранка     |
| Душан Тадић        |                       |
| Коима Балић        | цуретак               |
| Раде Милосављевић  |                       |
| Мартин Сагнер      | комесар Златко        |
| Круно Валентић     | Јанкелија             |
| Бранка Кучан       |                       |
| Заим Музаферија    |                       |
| Феђа Стојановић    |                       |
| Лела Шимецки       |                       |
| Хамдо Халилбеговић |                       |
| Мухамед Чејван     | Тодор, Танасијев отац |
| Људевит Галић      |                       |
| Антун Налис        | заробљени домобран    |
| Сулејман Лелић     |                       |
| Анте Бекић         |                       |
| Анте Равлић        |                       |
| Никола Вујасиновић |                       |
| Рудолф Флоријан    |                       |
| Адријана Алтарас   | Ерна, мала Јеврејка   |